# カヤ・カッラス
カヤ・カッラス（Kaja Kallas、1977年6月18日 -）は、エストニアの政治家。欧州委員会副委員長、欧州連合外務・安全保障政策上級代表（第4代）。
エストニア首相（第19代）、エストニア改革党党首（第4代）、リーギコグ議員（2期）、欧州議会議員（1期）を歴任した。
元エストニア首相であるシーム・カッラスの娘にして、エストニア初の女性首相である。カヤの父親は、ソビエト時代には、1972以降共産党員、エストニア・ソビエト社会主義共和国の財務省に勤務、後にエストニア共産党中央委員会出版物の副編集長の地位にあり、家族は、特権階級の生活を享受していた。
彼女は欧州連合(EU)首脳会議にて外務・安全保障政策上級代表（外相級）に指名されている 。

## 経歴
タリン出身。タルトゥ大学で法学を修めて1999年に卒業後、2007年にエストニアン・ビジネス・スクール (EBS) において学ぶ。2011年にエストニア改革党に加入し、2018年4月14日に党首となる。また、2014年から2018年までは欧州議会議員を務めていた。
2019年3月3日のエストニア議会選挙で改革党は最多議席を得たが過半数には届かず、ユリ・ラタス首相率いるエストニア中央党がエストニア保守人民党および祖国党との3党連立を成すことにより政権を維持したため、改革党は依然として野党のままであった。その後、2021年1月13日にラタス首相が中央党内の汚職疑惑を受けて引責辞任したため、カッラス率いる改革党と中央党による連立政権が発足し、1月26日にケルスティ・カリユライド大統領によりカッラスが首相に任命された。
2022年6月2日、カッラスは教育改革を巡る対立などから、エヴァ＝マリア・リーメッツ外相ら中央党所属の、閣僚のほぼ半数を解任した。カッラスは別の政党と新たな連立政権を組む方針を明らかにし、7月14日にいったん辞任を表明。アラル・カリス大統領より新政権の組閣を要請され、18日にカリス大統領が新内閣を承認した。2023年3月5日に執行された議会選挙では改革党単独で37議席を獲得し、2022年ロシアのウクライナ侵攻に対する強硬路線が信任された。
2023年8月24日以降、エストニア国内各紙は相次いでカッラスの夫アルヴォ・ハッリクがロシアに製造品を出荷して利益を得ており、さらに彼女自身も夫のビジネスに融資を提供したことを報道し、社説でカッラスに辞任を求めたが、カッラスは辞任するつもりはないと述べた。同月25日、ハッリクは保有株式の売却と役員辞任を表明した。
2024年2月13日にはロシア内務省がソ連時代の記念碑破壊に関与した容疑でカッラスをタイマル・ペテルコップ国務長官、リトアニアのシモナス・カイリス文化大臣と共に指名手配リストに掲載したと発表した。
2024年6月27日に開催された欧州連合(EU)首脳会議において、外相級の外務・安全保障政策上級代表に指名された。7月14日、EU外相就任への準備のためにアラル・カリス大統領に辞表提出。7月23日のクリステン・ミッハル内閣発足に伴い、首相を退任。
- 左からバングラデシュのシェイク・ハシナ首相、カッラス、タンザニアのサミア・スルフ・ハッサン大統領、スコットランド首相のニコラ・スタージョン（2021年11月2日）
- 米国のアントニー・ブリンケン国務長官と（2022年3月8日）
- 欧州議会本会議にて（2022年3月9日）
- フィンランドのサンナ・マリン首相と（2022年11月24日）
- 2023年NATOサミットにて（岸田文雄首相、バルト三国シモニーテ首相、カッラス、カリンシュ首相）